# 必殺 お捜し人
必殺 お捜し人（ひっさつ おさがしにん）は小林めぐみによる日本のライトノベル。イラストはひさいちよしき。富士見ファンタジア文庫（富士見書房）より1996年6月から1999年5月にかけて全9巻が刊行された。

## 概要
近世 - 近代ヨーロッパ風の世界を舞台に、「捜し屋」の少年ウィルが、幼なじみのマギー、バズとともに難題に挑む。考古学、紋章学、宗教、絵画芸術、オカルトなど巻ごとに異なる要素を取り込んでいる。
1 - 3巻はウィルたちの故郷である農村ヨルカ村、4巻以降は王都ゼフィッツィを拠点としてよりスケールの大きな話が展開された。
『白蛇の迷宮』あとがきによると、カナダのホームドラマ「アボンリーへの道」を観て、子供が大騒ぎして、彼らを取り巻く大人が慌てふためく話を書こう！と思ったとのこと。
同じく『世界の終末』あとがきでは「分かりやすい文章で、分かりやすい設定で、おもしろい話を」「子供向けを意識して、でも、大人でも楽しめる要素を入れよう」「「剣と魔法」じゃないファンタジー」「不思議がはっきりと肯定されるのでも、かたくなに否定されるのでもない、中途半端な、現実とよく似たこの世界」とこのシリーズについて述べている。

## 主な登場人物
ウィル・ゴーダ
十二歳。祖父と二人で暮らしている「捜し屋三代目」。お調子者だが頭は切れる。自分と祖父を置いて、借金を残したまま蒸発した父を恨んでいる。
マギー・ディーバ
ウィルの幼なじみ。村長の孫娘。ウィルのことが好き。明朗快活な性格。世の恋人たちを応援する「エンゼル・ハートクラブ」主宰。
バズ・フェナット
ウィルの幼なじみ。医者の息子。勉強のし過ぎか分厚い眼鏡をかけている。マギーのことが好きで、ウィルをライバル視している。やや気弱で運動神経が鈍い。
エドウィン・ゴーダ
ウィルの祖父。考古学者兼捜し屋。仕事の都合上、王都ゼフィッツィ、南部最大の都市ヒューゴ、ヨルカ村にある三つの家を転々としている。
トリック・ゴーダ
ウィルの父。天才トレジャーハンター。
ハワード・イコナ
大学の考古学教授。その裏の顔は、現代科学を混乱させるオーパーツをこの世から抹消することを目的とする「奇蹟ハンター」。エドウィンからはなぜか「コーヒー野郎」と呼ばれている。
シンシア・ラズボーン公爵
この国でもっとも力のある人間の一人。大貴族であり資産家。ゴーダ家のスポンサー。独身の美女。子供好き。

## 既刊一覧
- 小林めぐみ（著）・ひさいちよしき（イラスト）、富士見書房〈富士見ファンタジア文庫〉、全9巻
  - 『必殺 お捜し人 白蛇の迷宮』、1996年6月20日発売[1]、ISBN 4-8291-2688-4
  - 『必殺 お捜し人2 真珠の聖域』、1996年11月20日発売[2]、ISBN 4-8291-2714-7
  - 『必殺 お捜し人3 妖精の奇蹟』、1997年5月20日発売[3]、ISBN 4-8291-2741-4
  - 『必殺 お捜し人4 霊童の系譜』、1997年9月17日発売[4]、ISBN 4-8291-2769-4
  - 『必殺 お捜し人5 名画の受難』、1998年1月20日発売[5]、ISBN 4-8291-2815-1
  - 『必殺 お捜し人6 勇者の聖戦』、1998年5月19日発売[6]、ISBN 4-8291-2836-4
  - 『必殺 お捜し人7 紋章の秘密』、1998年9月18日発売[7]、ISBN 4-8291-2861-5
  - 『必殺 お捜し人8 虹色の財宝』、1999年1月19日発売[8]、ISBN 4-8291-2793-7
  - 『必殺 お捜し人9 世界の終末』、1999年5月18日発売[9]、ISBN 4-8291-2888-7

## 文庫未収録
- 聖母の香水（『月刊ドラゴンマガジン』1997年04月号）